# 山本ふじこ
山本 ふじこ（やまもと ふじこ、1959年3月7日 - ）は、大阪府出身の女優。身長167cm。劇団東京ヴォードヴィルショー所属。本名および旧芸名は山本富士子（読みは同じ）。

## 出演

### テレビドラマ
NHK
- ディロン〜運命の犬（2006年） - 横川介護士

TBS
- 「弁護士高見沢響子5」（2002年） - 山口看守

日本テレビ
- 悪女（1992年、制作・読売テレビ）
- 火曜サスペンス劇場
  - 「当番弁護士1」（1995年）- 初沢友子 役
  - 「弁護士・高林鮎子29」（2001年）- 深田孝子 役

フジテレビ
- 金曜エンタテイメント
  - 「宝石調査員 九条薫 備前～倉敷・サファイア連続殺人事件」（2000年） - 管理人役

テレビ朝日
- 土曜ワイド劇場
  - 「タクシードライバーの推理日誌7」（1997年）
  - 「渡り番頭・鏡善太郎の推理2」（2001年） - 田中悦子 役
  - 「事件記者冴子の殺人スクープ4」（2003年） - 北島かつ子 役
  - 「ドクVSデカ2」（2004年） - 奥さん
- 星獣戦隊ギンガマン（1998年） - 恭平の母 役
- びんぼう同心御用帳 第9話「夢の続き」（1998年） - おしの 役
- はみだし刑事情熱系 Season5（2000年） - 五十嵐早苗 役
- はぐれ刑事純情派 第15シリーズ 第20話（2002年） - 川島美恵子 役
- 女刑事みずき〜京都洛西署物語〜 Season1（2005年） - 安斉すみ江 役

### 映画
- けものがれ、俺らの猿と（2000年）